# Agoney
Agoney Hernández Morales, mais conhecido como Agoney (Adeje, Tenerife, 18 de outubro de 1995), é um cantor espanhol. Tornou-se conhecido graças ao concurso de televisão Operación Triunfo 2017 da Televisión Española, onde estava na sexta posição. Ele também foi um dos candidatos a representar a Espanha no festival Eurovision. Devido ao seu grande potencial vocal e à versatilidade de sua voz, foi apelidada de «canário da voz de ouro» ou «canário de ouro».

## Biografia
Agoney começou a tocar trompete aos 6 anos e aos 14 anos começou a cantar. Estudou o ensino médio em artes cênicas e, antes de ingressar na Operación Triunfo, era cantor em um hotel em Tenerife.
Ele foi sexto na Operación Triunfo e foi o último expulso da edição, mas pode escolher representar a Espanha no Eurovision, graças à música «Magia», que cantou um dueto com Miriam Rodríguez. No final, ele não foi eleito para representar a Espanha. Apesar disso, ele tem tido muito sucesso em seu país.
Depois de deixar o programa, Agoney se tornou um ícone da comunidade LGBT, de fato, ele foi um dos pregadores do LGTBI+ Pride em Madrid 2018. Entre outubro e dezembro de 2018, ele fez sua primeira turnê solo. A turnê começou em 11 de outubro de 2018 em sua cidade natal, Adeje, e visitou as principais cidades espanholas como Madrid, Valência, Barcelona ou Saragoça.
Em novembro de 2019, Agoney fez sua primeira turnê musical fora da Espanha, visitando a Argentina.
Em agosto de 2020, ele lançou «Libertad», seu primeiro álbum, que estreou no número 1 na parada de álbuns espanhola.
Em 26 de outubro de 2022, foi anunciada sua participação no Benidorm Fest 2023, evento realizado para selecionar a candidatura representativa da Espanha no Festival Eurovisão da Canção daquele ano. No dia 19 de dezembro, Agoney publicou em suas redes sociais a música «Quiero arder», sua candidatura ao Benidorm Fest 2023, começando como o grande favorito do público. Finalmente Agoney foi segundo na classificação com um total de 145 pontos.

## Televisão
- Operación Triunfo 2017 (2017-2018)
- Tu cara me suena: Séptima edición (2018)
- Operación Triunfo 2018 (2018) (como convidado)
- La mejor canción jamás cantada (2019)
- Trabajo temporal (2019)
- Viajeros Cuatro: Tenerife (2020)
- Cocina al punto con Peña y Tamara (2020)
- Pasapalabra (2021)
- Tu cara me suena (2021-2022)
- Dúos increíbles (2022)
- Tu cara me suenaː Gala de Reyes (2023)
- Benidorm Fest (2023)

## Discografia

### Discos
- 2020: «Libertad»
- 2022: «Libertad Tour»
- 2024: «Dicotomía»

### Simples
- 2018: «Quizás»
- 2019: «Black»
- 2020: «Libertad» (prelúdio)
- 2020: «Más»
- 2020: «Edén»
- 2021: «Soy Fuego»
- 2021: «¿Quién Pide Al Cielo Por Ti?»
- 2022: «Bangover»
- 2022: «Cachito»
- 2022: «Quiero arder»
- 2023: «Intacto»
- 2024: «Tormenta»
- 2024: «Éxtasis»

### Colaborações
- 2018: «El mundo entero» (ft. Ana Guerra, Aitana, Lola Índigo, Mimi Doblas, Raoul Vázquez e Maikel Delacalle)
- 2020: «Strangers» (ft. Brian Cross)
- 2020: «Sin Miedo 2020» (ft. Rosana, Álex Ubago, Efecto Pasillo, Mónica Naranjo, Rosario Flores, Soledad Pastorutti, etc)
- 2020: «Piensa En Positivo» (ft. Ana Mena, Vega, Rafa Sánchez, etc)